# الطب في روما القديمة
اعتمد الطب في روما القديمة (بالإنجليزية: Medicine in ancient Rome)‏ على دمج العديد من التقنيات باستخدام الأدوات، والمناهج والمكونات. لقد تأثر الطب الروماني بشكل كبير بالطب الأغريقي (اليوناني). هناك أطباء أغريق بما فيهم ديسقوريدوس وجالينوس من مارسوا الطب وسجلوا اكتشافاتهم في الإمبراطورية الرومانية. وكان لهذان الطبيبان معرفة بمئات الأنواع من طب الأعشاب من ضمن الأنواع الأخرى.
انقسم الطب الروماني إلى تخصصات مثل طب العيون وطب الجهاز البولي (طب المسالك البولية). هناك العديد من الإجراءات الجراحية التي كان يتم تنفيذها باستخدام عدة أدوات مختلفة مثل: الملقط الجراحي، والمشرط، والقساطر.

## المقدمة
كانت الإمبراطورية الرومانية عبارة عن مزيج معقد وقوي من العناصر الثقافية لكل من الحضارة الإغريقية والرومانية والتي تم محاكاتها على مدار قرون من التواصل. ظهر لاحقاً كُتاب لاتينيين، أبرزهم كاتو الأكبر وبليني، من اعتقدوا في النوع الروماني، تحديداً، في الشفاء القائم على الأعشاب، والترانيم، والصلوات، والتعويذات التي تكون متاحة بسهولة لدى أي من رب الأسر. دخل الطب اليوناني إلى إيطاليا مع تأسيس وتطوير التواصل السياسي والعسكري بين المنطقتين، ولكن لم يحدث ذلك قبل استقدام أسقليبيوس «إله الطب في عند الإغريق» في عام 291 ق.م  ووصول الطبيب اليوناني «أركاجاتوس» في عام 219 ق.م، ومن بعد ذلك تم قبول الطب الأجنبي بشكل علني في روما.
من خلال استبعاد بعض من الآثار واسعة النطاق للتأثير الإغريقي على المجتمع الروماني، فإن تأثير الطب الإغريقي (اليوناني)، والإثنوغرافيا (علم الأعراق البشرية) وعلم الأرصاد الجوية كان وثيق الصلة خاصة بمجال العمارة والرعاية الصحية. وكان هذا التأثير على درجة خاصة من الأهمية من وجهة نظر الجيش الروماني ، حيث كان هناك العديد من التقدمات الطبية. تم بناء صرح طبي، حيث تم تعيين أطباء دائمين. وتم تأسيس المستشفيات العسكرية التي كانت تسمى «فاليتوديناريا»، في زمن القيصر، وكانت هي أول الأدلة على الرعاية الممنهجة لمعالجة الجروح الظاهرة. إن تنوع وطبيعة الأدوات الجراحية التي تم اكتشافها في روما ستظل تشير إلى المعرفة الجيدة بالجراحة.

## الطب الروماني
تأثر الطب الروماني بشدة بالتقاليد الطبية اليونانية، وأدى دمج الطب اليوناني في المجتمع الروماني بتحول روما إلى مدينة بارزة بحلول عام 100 ق.م. كما كان الأطباء الإغريق، فإن الأطباء الرومان اعتمدوا أيضاً على الملاحظات الطبيعية (الواقعية) بدلاً من الطقوس الروحانية; ولكن لا يعني ذلك غياب المعتقد الروحاني. إن المجاعات والطاعون غالباً ما كانت تعزو إلى العقاب الإلهي; وكان يُعتقد أن رضا الآلهة من خلال الطقوس الدينية هي ما تخفف من حدة تلك الكوارث. لوحظ أن الهواء الملوث هو المسبب الجذري للعديد من الأمراض، سواء كان بسبب المجاعات، أو الحروب، أو الطاعون. تم صياغة مفهوم العدوى نتيجة للممارسات الحجر الصحي وتحسن نظام الصرف الصحي.
كان جالينوس واحداً من أول الأطباء البارزين في روما، لقد أصبح خبيراً في علم التشريح البشري من خلال تشريح الحيوانات في اليونان بما فيها القردة. نتيجة لشهرته وخبرته، أصبح جالينوس الطبيب الشخصي للإمبراطور ماركوس أوريليوس(9).
احتل الرومان مدينة الإسكندرية، التي كانت مركزاً هاماً للتعلم; فكانت مكتبتها العظيمة تضم أعداد لا حصر لها من المعلومات الطبية الإغريقية القديمة. تبنى الرومان في ممارساتهم الطبية العديد من الممارسات والإجراءات التي تم إيجادها في تلك المكتبة العظيمة.
أثرت الرموز والآلهة الإغريقية بشكل كبير على الطب الروماني القديم. إن عصا هرمس (القادوسيوس)، كما هي موضحة في الصورة، ارتبطت في الأصل بهرمس، إله التجارة الإغريقي. لقد حمل العصا ويلتف حولها ثعبانين، عُرفت باسم عصا هرمس، وأصبح ذلك الرمز لاحقاً مرتبط بالإله ميركوري الروماني. لاحقاً في القرن السابع الميلادي، أصبحت عصا هرمس مرتبطة بالصحة والطب نتيجة لارتباطها «بالأزوت الكيميائي» المعروف بالمذيب الشامل. 

## معارضة الطب اليوناني في روما/ما قبل الأطباء
ازدرا كاتو الأكبر كل جانب من جوانب المجتمع اليوناني قرر الرومان محاكاته بما فيها المنحوتات، والأدب والطب. اعتبر كاتو الأكبر الترحيب بالطب والأطباء اليونانيين في روما بمثابة تهديد كبير.
في روما قبل أن يكون هناك أطباء، كان رب الأسرة مسئولاً عن معالجة المرضى. وكان كاتو الأكبر يفحص بنفسه هؤلاء من كانوا يعيشون بالقرب منه، وكان غالباً ما يتم وصف ملفوف الكرنب كعلاج للعديد من الأمراض بدء من الإمساك إلى مرض الصمم. قام بإصدار إرشادات دقيقة حول كيفية إعداد ملفوف الكرنب من أجل معالجة المرضى من بعض الأمراض المحددة. واستخدم أيضاً ملفوف الكرنب في هيئة سائل. على سبيل المثال، إن مزيج ملفوف الكرنب، والماء والخمر يتم صبه في أذن الشخص الأصم من أجل استعادة سمعه. واستطاع كاتو الأكبر معالجة الأطرف المكسورة من خلال وضع قطعة من القصب ذات طرفين ولفها حول المنطقة المصابة.

## الأطباء
ذهب إلى روما العديد من الأطباء الإغريقيين (اليونانيين)، وهناك العديد منهم من آمن بقوة بتحقيق التوازن الصحيح للأربعة مزاجات (أخلاط) واستعادة الحرارة الطبيعية للمريض. وفي عام 200 ق.م، تقريباً، كان هناك العديد من الأسر الثرية في روما لديها أطباء يونانيين شخصيين. وبحلول عام 50 قبل الميلاد، كان الأكثر شيوعاً هو الحصول على أطباء يونانيين(7).

### ديسقوريدوس
ديسقوريدوس فيدانيوس (40- 90 ق.م) كان عالم نبات، وصيدلي وطبيب يوناني، قام بممارسة الطب في عهد الإمبراطور الروماني «نيرون» حيث أصبح طبيباً عسكرياً شهيراً. كتب ديسقوريدوس خمس مستويات من موسوعة «المواد الطبية» حيث ذكر فيها أكثر من 600 من أنواع العلاج العشبي وهكذا قام بتكوين فهرساً مؤثراً وطويل الأمد للعقاقير الطبية. استخدمت «موسوعة المواد الطبية» على نطاق واسع من قبل الأطباء على مدار 1500 عاماً بعد ذلك.

### سورانوس
كان سورانوس طبيباً يونانياً ولد في مدينة أفسس، بتركيا حالياً، عاش في عهد الإمبراطورين تراجان وهادريان (98- 138 ق.م). تبعاً لموسوعة سودا، فإن سورانوس مارس الطب في مدينة الأسكندرية وبعد ذلك في روما. وكان الممثل الرئيسي لأطباء المدرسة المنهجية. من أشهر أعماله، دراسته المكونة من أربعة مجلدات عن علم أمراض النساء (تم نشرها لأول مرة في عام 1838 م، ثم نُشرت من قبل الناقد فالنطين روز في عام 1882، وبالترجمة اللاتينية للقرن السادس الميلادي من قبل موسيسيو، الطبيب التابع لنفس المدرسة).

### جالينوس
جالينوس (129 ق.م 200 أو 216 ق.م) ولد في مدينة بيرجامون، بتركيا حالياً، كان طبيباً يونانياً بارزاً، حيث هيمنت نظرياته على العلوم الطبية الغربية لأكثر من ألف عام. عندما أصبح جالينوس في العشرين من عمره، خدم في المعبد المحلي لمدة أربعة أعوام كمساعد للإله أسقليبيوس. بالرغم من أن جالينوس درس الجسد البشري، فإن تشريح الجثمان البشري كان ضد القانون الروماني، لذا بدلاً من ذلك قام باستخدام الخنازير، والقردة والحيوانات الأخرى.
أنتقل جالينوس إلى روما في عام 162 ق.م، حيث قام بإلقاء المحاضرات، وكتب على نطاق واسع وأظهر بشكل عام معرفته التشريحية. اكتسب جالينوس بعد ذلك شهرة واسعة كطبيب خبير، مما جذب إليه أعداد كبيرة من المرضى. وكان من بين هؤلاء المرضى القنصل فلافيوس بوسيوس الذي قدم جالينيوس إلى القصر الإمبراطوري حيث أصبح طبيب الإمبراطور ماركوس أوريليوس.
على الرغم من كونه عضو في القصر الإمبراطوري، اشتهر جالينوس بتجنبه للغة اللاتينية وفضل الكتابة والتحدث بلغته اليونانية الأصلية، اللغة التي كانت في الواقع مشهورة في روما. عالج شخصيات لامعة مثل: لوسيوس فيروس، وكومودس وسبتيموس سيفيروس. عاد جالينوس في عام 166 ق.م إلى بيرجامون ولكنه عادة مرة أخرى إلى روما في عام 169 ق.م.
أتبع جالينوس نظرية أبقراط الخاصة بالأربعة مزاجات (أخلاط) معتقداً أن صحة الشخص تعتمد على التوزان بين أربعة سوائل أساسية بالجسم (الدم، والعصارة الصفراوية، والعصارة السوداء والبلغم). وكان يعتقد أن الغذاء هو الشيء المبدئي الذي أدى إلى استقرار تلك المزاجات (الأخلاط). وعلى النقيض، فإن الأدوية، والفصد، والمعالجة بالكي والجراحة كانت قاسية وكان يتم استخدامها فقط عندما لم يعد يفيد النظام الغذائي بشيء.
يُنسب بقاء وتعديل طب أبقراط إلى جالينوس. وكتب أن الطبيب «يجب أن يكون مؤهل للتفكير حول المشاكل التي تُطرح عليه، يجب أن يفهم الطبيعة ووظيفة الجسد من خلال كونه طبيب»، و«يجب أن يكون لديه قناعة (أن يكون زاهداً) وأن يزدري جميع الأموال». إن الطبيب المثالي هو من يعالج الفقير والغني على حد سواء ويكون طالب علم مستمر حول كل مايؤثر على الصحة. أشار جالينوس إلى أبقراط على مدار مؤلفاته واصفاُ أدب أبقراط بأنه الأساس لسلوك ومعالجات الأطباء. نجت مؤلفات جالينوس بشكل أكبر من المؤلفات الطبية الأخرى التي كانت موجودة قديماً.

### أسكليبياديس
درس أسكليبياديس الطب في مدينة الأسكندرية ومارس الطب في أسيا الصغرى واليونان قبل أن ينتقل إلى روما في القرن الأول قبل الحقبة العامة. إن معرفته بالطب مكنته من أن يذاع صيته كطبيب. كان أسكليبياديس طبيباً رائداً في روما وكان الصديق المقرب إلى سيسرو (شيشرون).
قام أسكليبياديس بتطوير نسخته الخاصة باللتركيب الجزيئي للجسد البشري، وكان النموذج الذري الخاص به يحتوي على ذرات متعددة الشكل كانت تمر عبر المسام الجسدية والتي كان يطلب أن تكون متزامنة من أجل تجنب الأمراض.
أعتقد أسكليبياديس بقوة أن الحمامات الساخنة والباردة تُعد علاج للأمراض; لم يتسبب أسلوبه في إصابة المرضى بألم شديد عمداً. كان من علاجاته الأخرى: الاستماع إلى الموسيقى من أجل تسكين الألم، واستخدام الخمر لعلاج ألم الرأس ولعلاج الحمى. يُعد أسكليبياديس أول طبيب موثق في روما يستخدم نظرية العلاج بالتدليك.

## المستشفيات
شهد النظام الطبي الروماني تأسيس أول مستشفيات; كانت تلك المستفيات مخصصة للعبيد والجنود. وكان الأطباء مُكلفين بإتباع الجيوش والسفن حيث يوجد مصابين. كانت الرعاية الصحة للفقراء غير موجودة تقريباً، لذا كان الفقراء يلجأون إلى المساعدة الروحانية.
تم بناء أول مستشفى رومانية في الإمبراطورية الرومانية في القرنين الأول والثاني الميلادي في عهد الإمبراطور ترجان. بعد امتداد غزوات الجيش لما بعد حدود شبه الجزيرة الإيطالية، الأمر الذي يعني أن المصابين لن يحصلوا على رعاية خاصة في منازلهم بعد الآن، تم تأسيس المستشفيات العسكرية (فاليتوديناريا).
كانت المستشفيات العسكرية (فاليتوديناريا) عبارة عن مستشفيات ميدانية أو مخيمات عسكرية متحركة، وبدأت كمجوعات صغيرة من الخيم والمعسكرات مخصصة للجنود المصابين. على مر الزمن، تحولت المعسكرات المؤقتة إلى مرافق دائمة. تم بناء المستشفيات الأصلية على طول الطرق الرئيسية وسريعاً أصبحت جزء من الفن المعماري الروماني الخاص بالمعسكرات (الحصون). كانت عادة ما يتم بنائها بالقرب من الجدار الخارجي في منطقة هادئة بالحصن.

### مبنى المستشفى
كان المستشفى العسكري (فاليتوديناريا) المقياسي عبارة عن بناء مستطيل الشكل يتكون من أربعة أجنحة ومتصل من خلال صالة ذات مدخل كبير والتي يمكن استخدامها كمركز لفرز المرضى. كل مستشفى عسكري تم بنائه لاستيعاب من 6% إلى 10% من رجال الفيلق العسكري(22). واشتمل مبنى المستشفى أيضاً على قاعة كبيرة، وقسم استقبال، وصيدلية، ومطبخ، وربع للعاملين، ومرافق للغسل ومراحيض(21).

## الأدوات الجراحية

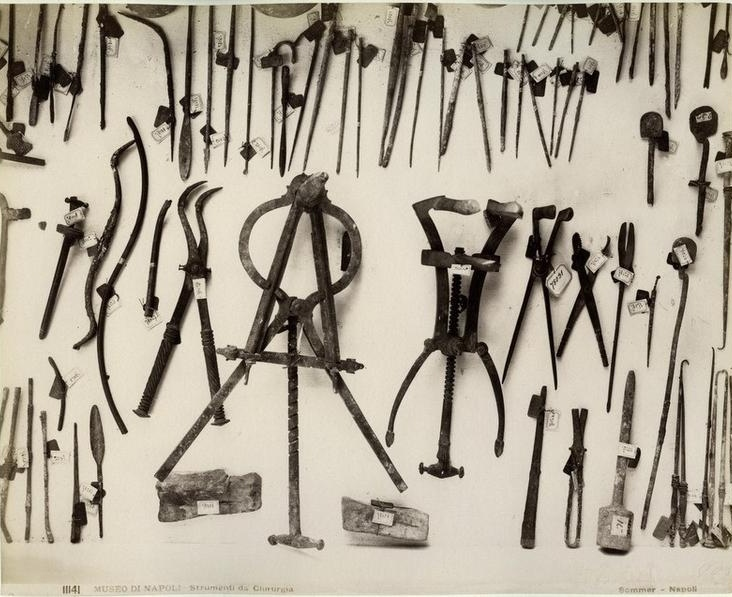
أدوات جراحية رومانية تم اكتشافها في مدينة بومباي.

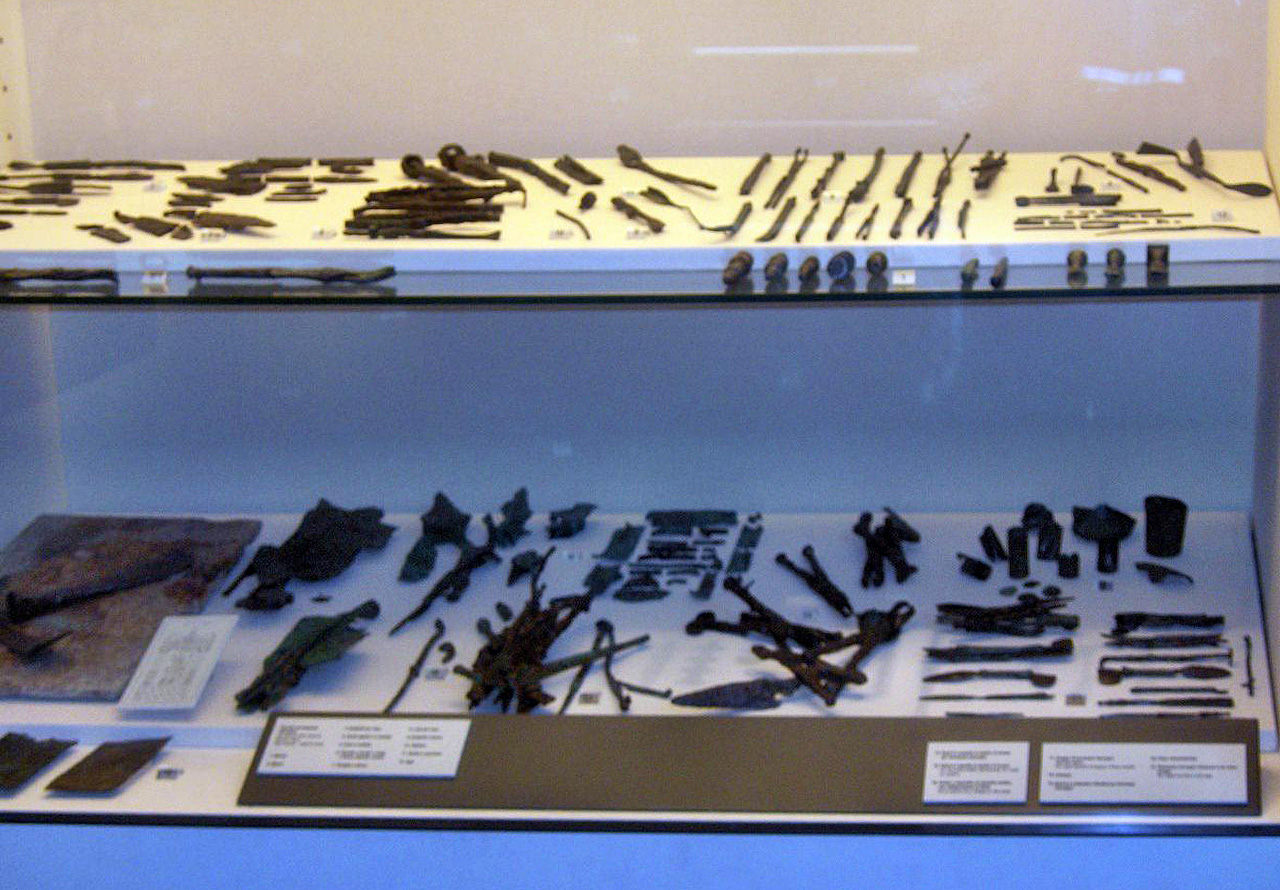
أدوات جراحية رومانية؛ من بيت الجراح بمدينة ريميني الإيطالية.

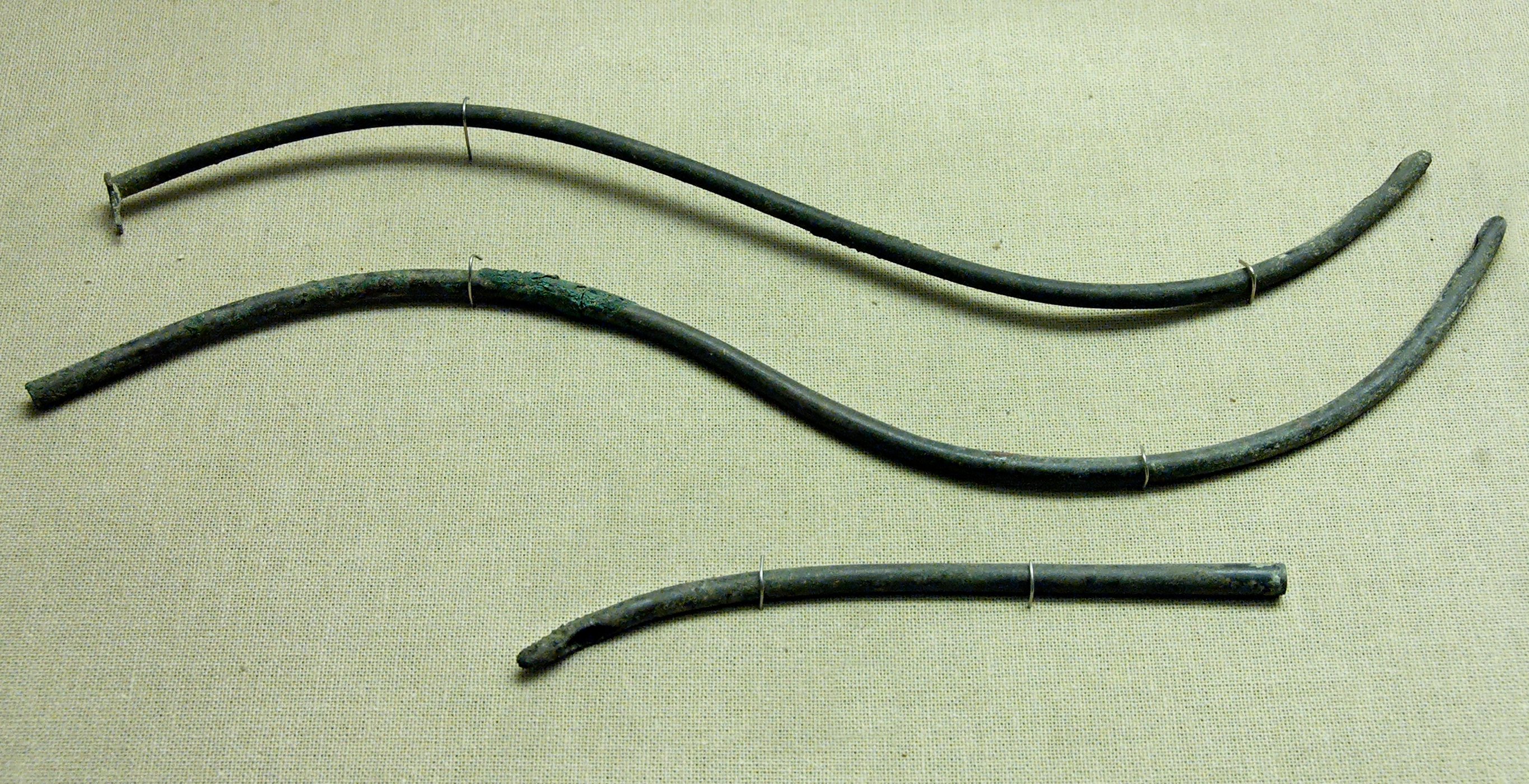
أنبوب قسطرة روماني قديم من البرونز (القرن الأول الميلادي).

هناك عدة أنواع من الأدوات الجراحية تم معرفتها عبر علم الأثار والأدب الطبي الروماني وتشمل:
المنظار المستقيم
هو عبارة عن أداة ذكرها أبقراط، سمحت للأطباء بفحص تجويف المستقيم بالمريض.
رافعة العظام
هي أداة تستخدم لرفع العظام وإعادتها مرة أخرى إلى مكانها الصحيح في طرف الإنسان.
أوعية التلجف (الحجامة)
هي عبارة عن أوعية تستخدم للإدماء. تم استخدام أوعية ذات أحجام مختلفة اعتماداً على كمية الدم المتوقع.
الأنابيب
بعد الجراحة، كان يتم غرز أنبوب من البرونز أو الرصاص في المريض من أجل منع الالتصاق أو الانقباض.
عصا فخارية للكي
كانت تلك العصا تُعد الأداة الأساسية لدى كل طبيب. تم استخدام تلك الأداة لعدة أغراض مثل: وقف النزيف، قطع الحم أو إزالة الزوائد(25).
المقص الجراحي
كان قص الشعر يُعد من الإجراءات الطبية.
ملعقة الصيدلي المسبارية
هي عبارة أن أداة ذات جانبين تستخدم تقريباً من قبل كل طبيب. يُستخدم أحد طرفيها من أجل مزج الأدوية ويُستخدم الطرف الأخر المسطح في نقل الدواء إلى المريض.
المشرط
كان يتم صنعه من الفولاذ أو البرونز. كان للمشارط القديمة، تقريباً، نفس الشكل والوظيفة لما هي عليها في يومنا هذا. كانت الأنواع الأكثر اعتياداً في المشارط هما المشارط الطويلة والفولاذية. تُتستخدم المشارط لعمل عدة أنواع من الشقوق، ولكنها تُرى أنها ملائمة خصيصاً للقطوع العميقة أو الطويلة. كان يتم الإشارة إلى المشارط الأصغر، وهي المشارط البرونزية، بالمشارط المنتفخة (المجوفة) وكان يتم استخدامها أيضاً في كثير من الأحيان نظراً لأن شكلها يتيح القيام بقطوع دقيقة ومحددة(25).
خُطاف التوليد
هو أداة شائعة استخدمه الأطباء الرومانيون واليونانيون. كان هناك نوعين أساسين من الخطاف: الخطاف الحاد والخطاف غير الحاد. كان يتم استخدام الخطاف غير الحاد بشكل رئيسي في التشريح ولرفع الأوعية الدموية. ومن ناحية أخرى، كان يتم استخدام الخطاف الحاد لمسك ورفع قطع الأنسجة الصغيرة ليتم اقتلاعها ولسحب أطرف الجروح(25).
ثاقب العظام
مدفوع بحركته الدائرية من خلال حبل رفيع في عدة أوضاع، تم استخدام ثاقب العظام لإزالة أنسجة العظام المريضة من الجمجمة ولإزالة الأغراض الغريبة (مثل الأسلحة) من العظام.
ملقاط العظام
يستخدم في استخراج الشظيات الصغيرة من العظام والتي لا يمكن مسكها بواسطة الأصابع(25).
القسطرة الذكورية
تستخدم في فتح المسلك البولي المغلق من أجل السماح للبول بالمرور بشكل سلس من الجسد. كانت القساطر المبكرة عبارة عن أنبوب أجوف مصنوع من الفولاذ أو البرونز وله تصميمين أساسيين. كانت هناك نوعين من القساطر حيث ذات الإنحاء الطفيف كان مخصصة للذكور في حين كانت القساطر المستقيمة مخصصة للنساء. كان هناك أجهزة مشابهة للقساطر في الشكل تُسمى المثانة الصوتية وكانت تستخدم في استشكاف المثانة بحثاً عن التكلس (التصلب)(25).
ملقاط (ساحق) اللهاة
تم تصميمها تلك الملاقيط الدقيقة المسننة من أجل بتر اللهاة، فكان يقوم الأطباء بسحق اللهاة بالملاقيط قبل قطعها من أجل تقليل النزيف(25).
المنظار المهبلي
كان يُعد هذا المنظار من أكثر الأدوات المعقدة التي استخدمها الأطباء الرومانيون واليونانييون. معظم المناظير المهبلية التي تم اكتشافها كانت تتكون من جهاز متلوى وعند لفه كان يجبر العارضة لدفع الشفرات إلى الخارج(25).
ملعقة الصيدلاني
كانت تُستحدم في مزج وتطبيق العديد من المراهم.
المنشار الجراحي
كان يُستخدم في قطع العظام، مثال: حالات البتر.

## الأدوية

### النظام الغذائي
كان النظام الغذائي الصحيح هو الأساس للحياة الصحية. وكان من الملاحظ أن الغذاء له تأثير معالج أو مسبب للأمراض، وذلك يتم تحديده من خلال تأثيره على المزاجات; إضافة إلى منع الأمراض. كان الاعتدال في الغذاء السبب وراء الحياة الصحية وأدى إلى فلسفات (اعتقادات) الطعام الصحي. متى كان يصبح النظام الغذائي غير داعم للصحة، كان يتم استخدام العقاقير، أو العلاج بالفصد أو بالكي أو بالجراحة. كان المرضى مسيطرين على حياتهم حيث كانوا يديرون نظامهم الغذائي الطبي والوقائي بأنفسهم في حين كان لديهم الحرية للجوء إلى الأطباء، مما يدل على أن استقلالية المرضى كانت ذات قيمة.

## الأعشاب والأدوية الأخرى (الطب البديل)
استخدم الرمانيون نطاق واسع من الأعشاب والأدوية الأخرى، وغالباً ما اشُتق أسمائها القديمة من اللغة اليونانية، تلك الأعشاب ليست بالضرورة تتوافق مع الأنواع المعاصرة، حتى لو كانت تحمل نفس الأسماء. تتضمن الأدوية المعروفة:
| الأدوية الطبية، وفقاً لديسقوريدوس | |                          |                         |
| المرجع                           | دواعي الاستعمال والتأثير | الاسم اللاتيني/ اليوناني | المادة المحتملة         |
| [ 28 ]                           | معالجة التبول المؤلم; العمل على تدفق الحيض; وقف تفريغ الأمعاء; إخراج حليب الرضاعة; تحطيم حصوات الكلى والحصوات البولية.                                  | ابوماراثرون              | الشمر                   |
| [ 29 ]                           | لمعالجة الانتفاخ، والتشنج والاضطرابات الداخلية في (المعدة، والطحال، والكبد، والكلى، والرحم والصفاق) وألم النسا، والربو، وكساح الأطفال والإسهال، وغيرهم. | را                       | راوند الحدائق           |
| [ 30 ]                           | للتدفئة، كأدوية قابضة; للدغات السامة، واضطرابات الكبد; يحث على الإجهاض; يعالج قرحة المعدة العميقة; والتهابات العيون.                                    | جنتيانا                  | الكوشاد (نبتة كف الذئب) |
| [ 31 ]                           | سام; يساعد في الولادة. | أريسطولوشيا              | زراوند                  |
| [ 32 ]                           | مهدئ للمعدة; مهدئ لاضطرابات الصدر، والكبد، والكلى، والمثانة.                                                                                            | جلوكوريزا                | العرقسوس (نبات السوس)   |
| [ 33 ]                           | يشفي الجروح (عند وضعه جافاً); زيل الدمامل; ملين; ويعالج تساقط الشعر.                                                                                     | الألوة                   | الصبار                  |

كانت التماثيل ومزارات الشفاء أماكن للصلاة والتضحية يقصدها الفقراء والأغنياء على حد سواء، وكان أمراً شائعاً طوال فترة الإمبراطورية الرومانية. عكس تقدير المزارات والتماثيل الرغبة في البحث عن الشفاء، والهداية وبدائل للأدوية والأطباء البشريين.
في عام 2013، درس علماء إيطاليين محتوى سفينة شحن رومانية، تُعرف باسم ريليتو ديل بوسينو، كانت غارقة قبالة ساحل مدينة بوبولونيا الإيطالية بتوسكاني منذ عام 120 ق.م تقريباً، حيث تم التنقيب عنها واكتشافها في ثمانينيات وتسعينيات القرن الماضي. السفينة كانت تحتوى على صندوق أدوية بداخله صندوق صغير للحلي ويوجد بداخله أقراص كاملة من مركب الزنك، إضافة إلى أكسيد الحديد، والنشا، وشمع العسل، ومادة صمغية من الصنوبر، ومواد أخرى مشتقة من النباتات، وعلى الأرجح كانت تلك المواد جميعها تُستخدم في علاج العيون أو كقطرات للعين.  

## المعالجات

### الأماكن المقدسة للشفاء
كان الهدف الشامل للطبيب هو مساعدة المرضى أو المصابين بأفضل قدر من استطاعته; فمصادقية الطبيب تكمن في علاجه الناجح. بالتأكيد ليس في استطاعه الأطباء معالجة جميع الأمراض; وأحياناً يكون أفضل ما يتمنونه هو أن معالجتهم للمريض لا تزيد من حالته سوء. هناك العديد من الأطباء تم انتقادهم من قبل زملائهم بسبب عدم قدرتهم على معالجة مرض بسيط كما يبدو. إن الفجوات في الرعاية التي كان يقدمها الأطباء تم ملؤها بأنواع متعددة من الرعاية الصحية الخارقة القوة (فوق الطبيعة); حيث آمن الرومانيين بقوة الرسائل الإلهية والشفاء. كان هناك أوصاف للعديد من اللآلهة من مختلف الديانات تعاملت مع الدمار أو الشفاء.
إن المنثورات في التاريخ اليوناني الروماني والتاريخ المصري عبارة عن وصف للأماكن المقدسة للشفاء التي كانت مخصصة للعديد من آلهة الشفاء. غالباً ما كان يحتشد المرضى والمصابين الرومانيين في المعابد المخصصة للإله أسقليبيوس، إله الشفاء، حيث كان يُعتقد أن الإله يعيش بالفعل في المعبد وأنه يقدم الشفاء الإلهي للمتوسلين. كانت العملية في حد ذاتها عملية بسيطة: حيث يقوم المريض بالتبرع بشيء محدد إلى المعبد، ثم يجتاز عملية تُسمى «الحضانة» حيث ينتقل إلى غرفة معينة يكون فيها الإله قادر على التواصل مع المرضى، وأحياناً تكون عبر الأحلام حيث يقوم الإله بوصف العلاج أو تقديمه إليهم. في كثير من الأحيان كانت تلك الوصفات الإلهية تكون مشابهة للوصفات الطبية الفعلية للأطباء في ذلك الوقت. لم يتعارض هذا النوع من الرعاية الخارقة للقوة (فوق الطبيعة) مع الرعاية الصحية السائدة. وكثيراً ما كان الأطباء ينصحون المرضى بالتوجه إلى الأماكن المقدسة للشفاء عندما يفشلون في علاج مرض ما، وهذا جعل سمعة الأطباء مصونة حيث كان يُنظر إلى ذلك على أنه إحالة أكثر من كونه فشل.

## حليب اللبأ (السرسوب)
أظهرت كل من النصوص الطبية اليونانية والإغريقية استخدام العديد من المواد ذات الأهمية المتنوعة طبياً ودينياً. فهناك مواد مثل الكبريت، والأسفلت (الزفت)، وبراز الحيوانات كانت مرتبطة بطقوس التطهير البشرية. وكان استخدام حليب الثدي الخاص بالسيدات المرضعات له أصول مبكرة في النصوص الطبية المصرية القديمة، وفي العديد من تلك النصوص كان يتم الإشارة إلى استخدام حليب السيدات المرضعات اللاتي قمن بإنجاب صبي، وتلك الطقوس يُقال أنها قائمة على رسومات موجودة على العديد من التماثيل للإلهة إيزيس وهي ترضع صغيرها الإله حورس. نصت النصوص اليونانية والمصرية على أن الحليب الذي سيتم استخدامه لأغراض طبية يجب التأكيد على أن مأخوذ من سيدة مرضعة أنجبت صبي وليس فتاة. إن المعالجات القائمة على استخدام حليب الرضاعة اختلفت بشكل كبير بين الثقافة المصرية واليونانية. ففي الطب اليوناني، كان استهلاك الحليب نادراً جداً. وعوضاً عن ذلك، كان الحليب يًستخدم في الوصفات الطبية للمراهم والغسول التي تعالج الحروق والأمراض الجلدية الأخرى. تلك المعالجات كانت حصرية للنساء، حيث في بعض الأحيان كان يُنظر لجسد النساء على أنه شيء «ملوث». ومن التناقض الشديد، كان استخدام الرومانيين لحليب اللبأ (السرسوب) واسع الانتشار ومتنوع، وكان عوضاً عن ذلك يتم تناول الحليب من قبل المريض وكان العلاج يتم تقدديمه لكل من الرجال والنساء. بشكل عام، كان الرومانيون أقل اهتماماً بما يسمى «تلوث» جسد المرأة، حيث كان يُنظر لجسد الرجل والمرأة على أنه شيء مماثل.
اُكتشف في الأزمنة الحديثة أن تناول المرضى لحليب الأم المرضعة (حليب اللبأ) هو بالفعل معالجة فعالة. حيث ظهر أن حليب اللبأ (السرسوب) يمنع نمو البكتيريا العنقودية الذهبية المسببة لأنواع متعددة من العدوى. إن حليب اللبأ (السرسوب) يتمتع بنص فاعلية بعض المضادات الحيوية التي يتم وصفها للمرضى في الوقت الحاضر. ولحليب اللبأ (السرسوب) فاعلية أيضاً ضد البكتيريا المتدثرة التراخومية; المسببة للأمراض المتنقلة جنسياً وأيضاً من الممكن أن تتسبب في ضعف البصر بشكل كبير إذا لم تؤدي إلى فقدانه. وهكذا، كان لحليب اللبأ (السرسوب) معالجات فعالة في العالم القديم- ولهذا السبب ربما كان يُنظر إليه على أنه علاج إلهي.

## طرق التشخيص

### الأحلام
كان تفسير الإحلام يُعد طريقة أخرى للأطباء من أجل معالجة الأمراض، حيث في كثير من الأحيان كان تفسير أحلام المريض تحدد أي نوع من العالجة يجب أن يتلقاها. هناك كتاب من تأليف أبقراط يُسمى «النظام الغذائي» يسرد تفاصيل العديد من الطرق التي حددها جالينوس: حيث حدد فيه أنواع الأورام ونماذج على كيفية استخدام تلك الطرق من أجل وصف علاج. ويكمن موضوع تلك الطريقة في معرفة المريض. فالمعرفة كيفية معالجة الشخص المريض، يجب أن يألف الطبيب ويلم بجميع النواحي الهامة في حياة المريض مثل: المناخ، واستهلاك المريض للطعام، وعدد ساعات نومه، ومقدار ما يشربه، وهل به إصابات. بعد ذلك يقوم الطبيب بالوصول إلى ملخص عن المريض ويرى ما يجب فعله لإعادة التوازن إلى حياة المريض مرة أخرى. إن الكتاب الرابع لأبقراط  «النظام الغذائي» يُعد أول ذكر لموضوع طب الأحلام. كان يتم استخدام الأحلام من قبل الأطباء بغرض التشخيص، حيث اضافت الأحلام طبقة أخرى من العمق إلى تحقيق المريض حول المريض. كان يُعتقد أن الروح تخدم الغرض الذي يكتشفه العقل. فالإحساس، والألم، والحركة، والمفاهيم الفسيولوجية كان يُعتقد أنها عمل الروح. ومما كان يُعتقد أيضاً، أن الروح تستمر في عملها الخاص بصيانة الجسد حتى أثناء النوم. لذا، فالأحلام تظهر ما يؤلم (يزعج) الشخص.
كان هناك نوعين من الأحلام مرتبطة بالطب: تنبوئي وتشخيصي. كانت الأحلام التنبوئية إلهية الأصل وتتنبأ بأنباء جيدة أو سيئة للمستقبل. أما الأحلام التشخيصية فهي نتيجة لما تبوح به الروح عما يؤلم الجسم. إذا كانت الأحلام تدور حول الأحداث اليومية الطبيعية، فإن الجسم يكون صحي ومتوازن. وكلما ابتعدت تلك الأحلام عن ذلك المعيار، وكلما كانت الأحلام أكثر فوضوية، كلما كان الشخص مريضاً أكثر. إن المعالجات المقترحة كانت موجهة لما تظهره الأحلام وكانت تحاول أن تضبط الجسم من خلال استهلاك الطعام الذي يحمل الخصائص المزاجية الصحيحة.

## نقل النصوص

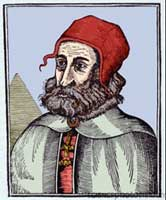
جالينوس، طبيب رروماني بارز من أصول يونانية (إغريقية).

تشمل النصوص الطبية الخاص بجالينوس على التقاليد الطبية المكتوبة بالعصور الكلاسيكية القديمة. قليل من الكلمات المكتوبة ما نجت قبل تلك الحقبة، وعلى الرغم من ذلك فإن أعمال جالينوس المكتوبة مازالت موجودة والتي تعود إلى عام 350 ق.م- حيث تجاوز بشكل كبير أي كاتب أخر بتلك الحقبة. قبل جالينوس، نجت العديد من المعرفة الطبية من خلال نقلها شفاهياً. إن التقاليد الخاصة بالنقل والترجمة بدأت مع موسوعة «المواد الطبية» التي كتبها ديسقوريدوس بين عامي 50 و70 ميلادياً. كان ديسقورديوس طبيياً رومانياً من أصول يونانية (إغريقية). عملت المخطوطات على تصنيف وتوضيح أكثر من 1000 مادة واستخداماتها. وكان لموسوعة «المواد الطبية» تأثيراُ على المعرفة الطبية لعقود متتالية نتيجة لنشرها وترجمتها إلى اللغة اليونانية، والعربية واللاتينية. كتب جالينوس باللغة اليونانية لكن الترجمات العربية والسريانية استطاعت أن تنجو أيضاً. أشار جالينوس وتحدى الأعمال المكتوبة من قبل الأطباء والكتاب التابعين لمدرسة أبقراط مما أعطى البصيرة للفلسفات الطبية الأخرى الشائعة. عُرف هيروفيلوس بنصوصه عن التشريح من خلال التحليل، وعُرف أيضاً إيراسيستراتوس بعلمه في التشريح والفلسفة، واللذان عُرفا عن وجودهما من خلال مراجع (إشارات) جالينوس. أشار أيضاً جالينوس إلى الأعمال الكتابية الخاصة بالطبيب سورانوس، المشهور بمجلداته الأربعة عن علم أمراض النساء  والتابع للمدرسة المنهجية في الطب. إن جمع الفلسفات الطبية والعديد من الموضوعات المبكرة نتج عنه إرث نصي تركه جالينوس للمجتمع الطبي على مدار 1500 عاماً بعد وفاته.